# Malcolm McDowell
Malcolm McDowell (* 13. června 1943 Leeds), rodným jménem Malcolm John Taylor, je anglický herec a příležitostný scenárista. Mezi jeho nejznámější filmové role patří snímky Kdyby... z roku 1968, Mechanický pomeranč z roku 1971, Šťastný to muž z roku 1973 nebo Caligula z roku 1979. Ve filmu se objevil poprvé v polovině 60. let 20. století, první hlavní roli si zahrál ve snímku Kdyby.... Během své herecké kariéry posléze vystupoval v několika desítkách hraných filmů a televizních seriálů, ve kterých velmi často najdeme různé záporné role lidí na okraji společnosti – zločinců, vrahů, šílenců, podivínů či psychopatů.
Jde o významného a všestranného divadelního herce. Pracuje také jako dabér a voiceover.

## Osobní život
Byl celkem třikrát ženatý, poprvé s Margot Bennettovou v letech 1975–1980, podruhé s americkou herečkou Mary Steenburgenovou v letech 1980–1990, od roku 1991 má za manželku Kelley Kuhrovou. Jeho dlouholetým přítelem byl český kameraman Miroslav Ondříček.

## Filmografie (výběr)
- 1968 Kdyby
- 1971 Mechanický pomeranč
- 1971 Běsnící měsíc
- 1973 Šťastný to muž + scénář
- 1976 Stíhači, na start!
- 1979 Štvanci
- 1979 Caligula
- 1991 Atentát na cara
- 1993 Vlak do pekla
- 1994 Prostě úžasná
- 1994 Star Trek: Generace
- 1997 Láska na druhý dotek
- 2004 V dobré společnosti
- 2007 Halloween
- 2009 Halloween II

## Diskografie

### Host
| Rok  | Album         | Umělec  |
| ---- | ------------- | ------- |
| 2014 | #NEWGOREORDER | Borgore |